# Polynema wallacei
Polynema wallacei är en stekelart som beskrevs av Girault 1915. Polynema wallacei ingår i släktet Polynema och familjen dvärgsteklar. Inga underarter finns listade i Catalogue of Life.